# Zlata (film)
Zlata is een Belgische documentairefilm uit 2023, geregisseerd en geschreven door Mattias Bavré.

## Verhaal
De documentaire volgt de twaalfjarige Zlata die in 2022 samen met haar moeder Iryna en haar broer Martin de oorlog in Oekraïne ontvluchtte en in België terechtkwam. Het gezin is erg hecht met elkaar maar toch voelt Zlata zich geïsoleerd.

## Rolverdeling
| Acteur           | Personage |
| ---------------- | --------- |
| Zlata Levkovych  | zichzelf  |
| Iryna Levkovych  | zichzelf  |
| Martin Levkovych | zichzelf  |
| Petro Levkovych  | zichzelf  |

## Productie
Zlata ging op 12 oktober 2023 in première op het Film Fest Gent.